# تيرشنرويت
تيرشن‌رويس (بالألمانية: Tirschenreuth) هي بلدة ألمانية تقع في ألمانيا في Tirschenreuth (district).